# Cyathea walkerae
Cyathea walkerae är en ormbunkeart som beskrevs av William Jackson Hooker.
Cyathea walkerae ingår i släktet Cyathea och familjen Cyatheaceae. Inga underarter finns listade i Catalogue of Life.